# Csengtu-Suangliui nemzetközi repülőtér
A Csengtu-Suangliui nemzetközi repülőtér (IATA: CTU, ICAO: ZUUU) nemzetközi repülőtér Kínában, Csengtu közelében. 2018-as forgalma alapján Kína 4., a világ 26. legforgalmasabb repülőtere. Kezelője a Sichuan Province Airport Group Co., Ltd.. Éves utasforgalma 17 817 424 fő (2022).

## Futópályák
A repülőtér futópályái:
- 02L/20R (3600 m, 45 m, aszfalt)
- 02R/20L (3600 m, 60 m, aszfalt)

## Forgalom
Az utasforgalom az elmúlt években az alábbi módon változott:
| Utasok száma | 5 524 709 | 7 548 680 | 13 899 929 | 18 574 284 | 25 805 815 | 31 595 130 | 42 239 468 | 49 801 693 | 40 741 509 | 17 817 424 |
|              | 2000      | 2002      | 2005       | 2007       | 2010       | 2012       | 2015       | 2017       | 2020       | 2022       |

## Lásd még
- A világ legforgalmasabb repülőterei utasszám alapján